# 少年ハート
「少年ハート」（しょうねんハート）は、2005年8月3日に発売されたHOME MADE 家族の5枚目のシングル。

## 解説
- MBS・TBS系アニメ『交響詩篇エウレカセブン』第2期オープニングテーマ。

## 収録曲
1. 少年ハート
後に発売されたシングル「L.O.V.E.」には、この曲のRemixヴァージョンが収録されている。
2. 空と海の出会うところ
3. 少年ハート (Instrumental)

## 初回限定特典
1. アナザージャケット（吉田健一書き下ろし）
2. ゲッコーステイト・マーク ステッカー